# What If… Doctor Strange Lost His Heart Instead of His Hands?
«What If… Doctor Strange Lost His Heart Instead of His Hands?» (с англ. — «Что, если… Доктор Стрэндж потерял бы своё сердце вместо рук?») — четвёртый эпизод первого сезона американского анимационного телесериала «Что, если…?», основанного на одноимённой серии комиксов издания Marvel Comics.
В этом эпизоде исследуется, что было бы, если события фильма Кинематографической вселенной Marvel (КВМ) «Доктор Стрэндж» произошли бы по другому, где подруга Стивена Стрэнджа Кристина Палмер умирает, а он сохраняет свои руки. Сценарий к эпизоду написала главный сценарист А. С. Брэдли, а режиссёром выступил Брайан Эндрюс.
Джеффри Райт повествует события мультсериала в роли Наблюдателя, и в озвучке эпизода также приняли участие Бенедикт Камбербэтч (Стрэндж), Рэйчел Макадамс (Палмер), Бенедикт Вонг, Тильда Суинтон, Ике Амади и Лесли Бибб. Разработка сериала началась к сентябрю 2018 года, и Эндрюс присоединился вскоре после этого, и ожидалось, что множество актёров вернутся к своим ролям из фильмов КВМ. Эпизод рассказывает трагическую историю любви, в которой Стрэндж пытается использовать магию, чтобы предотвратить смерть Палмер. Анимацию к эпизоду предоставила студия «Flying Bark Productions», причём Стефан Франк выступил в качестве главы анимации.
«Что, если… Доктор Стрэндж потерял бы своё сердце вместо рук?» был выпущен на «Disney+» 1 сентября 2021 года. Критики высоко оценили мрачную сюжетную линию и концовку эпизода, но дали смешанные отзывы по поводу визуальных эффектов и холодильной сюжетной линии Палмер.

## Сюжет
В 2016 году известный нейрохирург Стивен Стрэндж и его подруга доктор Кристина Палмер отправляются на форум по нейрохирургии. Однако они попадают в автокатастрофу, в которой Кристина Палмер погибает. Убитый горем Стрэндж ищет ответы в Камар-Тадже, где становится мастером мистических искусств. Изучая артефакт «Глаз Агамотто», содержащий в себе Камень Времени, Стрэндж узнаёт, что он может управлять временем, однако Древняя и Вонг предупреждают его, что это опасно, так как манипуляция со временем может повредить ткань реальности.
Через два года после смерти Кристины, Стрэндж возвращается в ту ночь с помощью Глаза, но не может спасти её, как бы он ни менял события. Появляется Древняя и объясняет ему, что гибель Кристины Палмер — это «абсолютная точка во времени», которую нельзя изменить или предотвратить. Ведь если бы Кристина не погибла, Стрэндж не пошёл бы искать ответы в Камар-Тадже, не стал бы «Верховным чародеем» и не защитил бы Землю от вторжения правителя Тёмного измерения — Дормамму. Стрэндж отказывается её слушать и, используя Глаз, сбегает в Потерянную библиотеку Калиостро, где он встречает библиотекаря О’Бенга и узнаёт, что изменить «абсолютную точку во времени» можно только через поглощение магических существ.
После столетий поглощения магических существ, умирающий О’Бенг говорит Стрэнджу, что тот всё ещё недостаточно силён, поскольку он лишь половина самого себя: когда Стрэндж сбежал от Древней, она использовала силу Тёмного Измерения, чтобы разделить таймлайн и самого Стрэнджа на две альтернативные версии: первый Стрэндж изучает книги Калиостро, чтобы изменить «абсолютную точку во времени» и спасти Кристину, становясь при этом злой версией Стрэнджа («Верховным» Стрэнджем); второй — это Стрэндж, смирившийся с гибелью Кристины. Второй Стрэндж наблюдает, как ткань реальности медленно распадается. Внезапно появляется духовный отпечаток Древней, отправленный через разрыв в реальности, призывающий доброго Стрэнджа одолеть свою злую версию.
«Верховный» Стрэндж находит свою добрую версию, и после битвы между друг другом поглощает её. Затем, используя свои усиленные способности, «Верховный» Стрэндж меняет «абсолютную точку во времени» и воскрешает Кристину. Когда ткань реальности начинает активно рушиться, Стрэндж, увидев Наблюдателя (благодаря новообретённым способностям), начинает умолять его о помощи, думая, что тот поможет ему все исправить, аргументируя это тем, что мир не должен страдать из-за его заносчивости, однако Наблюдатель отказывается вмешиваться. Вселенная разрушается, а Кристина распадается на руках у Стрэнджа, оставляя последнего горевать в одиночестве.

## Производство

### Разработка
К сентябрю 2018 года «Marvel Studios» разрабатывала анимационный сериал-антологию, основанный на серии комиксах «What If», в котором будет рассмотрено, как бы изменились фильмы Кинематографической вселенной Marvel (КВМ), если бы определённые события произошли по-другому. Главный сценарист А. С. Брэдли присоединилась к проекту в октябре 2018 года, а режиссёр Брайан Эндрюс встретился с исполнительным продюсером «Marvel Studios» Брэдом Виндербаумом по поводу проекта ещё в 2018 году; об участии Брэдли и Эндрюса было официально объявлено в августе 2019 года. Они наряду с Виндербаумом, Кевином Файги, Луисом Д’Эспозито и Викторией Алонсо стали исполнительным продюсерами:2. Брэдли написала сценарий к четвёртому эпизоду под названием «Что, если… Доктор Стрэндж потерял бы своё сердце вместо рук?», в котором представлена альтернативная сюжетная линия фильма «Доктор Стрэндж» (2016). «Что, если… Доктор Стрэндж потерял бы своё сердце вместо рук?» был выпущен на «Disney+» 1 сентября 2021 года.

### Сценарий
Сценарий к эпизоду был написан в феврале 2019:8:47–8:53. В альтернативной сюжетной линии эпизода автокатастрофа приводит к тому, что подруга доктора Стивена Стрэнджа Кристина Палмер умирает, а не к тому, что Стрэндж теряет способность пользоваться руками, создавая «мрачную… трагическую историю любви». Творческая команда фильма «Доктор Стрэндж: В мультивселенной безумия» (2022) была заинтересована в подходе сериала «Что, если…?» к Стрэнджу во время разработки этого фильма. Эпизод адаптирует часть романа Герберта Уэллса «Машина времени»; Стрэндж предпринимает многочисленные попытки вернуться в прошлое и спасти Палмер, но она всегда умирала. Брэдли боялась начинать работу над эпизодом из-за его тяжёлых тем, включая трагедию и «почему потеря так сильно ранит», но в конечном итоге она сочла написание эпизода полезным опытом, потому что «всё сводится к любви. Только то, что мы любим, может причинить нам боль». Брэдли черпала вдохновение из личной потери своего старшего двоюродного брата, используя своё желание вернуться в прошлое, чтобы спасти его, как основу для желания Стрэнджа спасти Палмер, а также того, что значит испытывать горе:5:45–7:05. Она также назвала это «самым человечным» эпизодом сезона. Эндрюс чувствовал, что эпизод пошёл в другом направлении по сравнению с другими сериями, которые, по его мнению, анимация должна охватывать чаще, и полагал, что аудитория будет шокирована концовкой эпизода.
Наблюдатель рассматривает возможность вмешательства, чтобы помешать Стрэнджу поставить под угрозу всю его реальность, взяв на себя более активную роль, чем в предыдущих эпизодах, что, по словам актёра Джеффри Райта, было «изменением отношения… цели и намерения» для него, становясь «менее бестелесным». Он добавил, что Наблюдатель проявил особый интерес к этой истории, потому что у него и доктора Стрэнджа «общая точка зрения на некоторые вещи». Райт также объяснил, что Наблюдатель «не вуайерист ради вуайеризма, он в некотором роде состоит из этих персонажей. Без них, что он смотрит? Они глубоко внушают ему, и, возможно, он может вынести только это». Райт был тронут этим эпизодом и считал, что его уроки были «действительно захватывающими и актуальными», называя задумку эпизода «нестареющей», поскольку у всех людей были моменты, когда они хотели бы отменить определённые события. Эпизод ссылается на фиксированные точки времени как «абсолютные точки», которые ранее были установлены как «точка нексуса» в первом сезоне «Локи». Брэдли признала, что в эпизоде следовало использовать «точку нексуса», однако сценарии для «Локи» ещё не были созданы, когда эпизод завершил свою анимацию:8:55–9:14.

### Подбор актёров

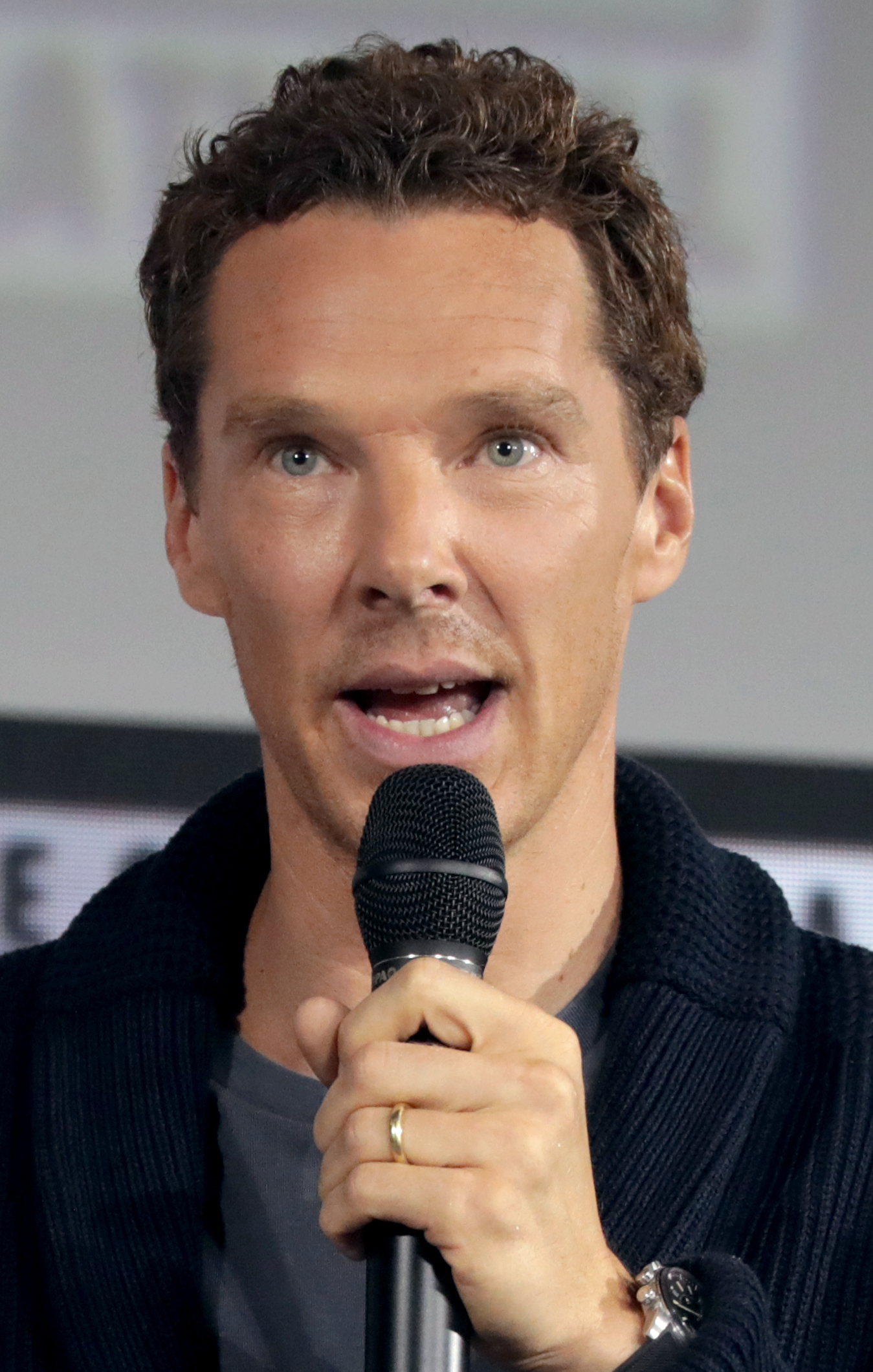
Бенедикт Камбербэтч вернулся к своей роли Стивена Стрэнджа в этом эпизоде

Джеффри Райт повествует события эпизода в роли Наблюдателя, причём Marvel планировала, чтобы другие персонажи сериала были озвучены актёрами, которые изображали их в фильмах КВМ. В этом эпизоде вернулись актёры из «Доктора Стрэнджа» Бенедикт Камбербэтч (доктор Стивен Стрэндж, а также его злой вариант, который описан как Верховный Доктор Стрэндж), Рэйчел Макадамс (Кристина Палмер), Бенедикт Вонг (Вонг) и Тильда Суинтон (Древняя). Лесли Бибб вернулась в роли Кристин Эверхарт из предыдущих проектов КВМ, и Ике Амади также озвучивает в этом эпизоде О’Бенга, что является псевдонимом Калиостро в Marvel Comics. Дормамму также появляется в этом эпизоде, хотя он не произносит никаких реплик.

### Анимация
Анимацию к эпизоду предоставила студия «Flying Bark Productins»,:4:33:56 причём Стефан Франк выступил в качестве главы анимации. Эндрюс разработал сел-шейдинговый стиль анимации сериала с Райаном Майнердингом, главой отдела визуального развития «Marvel Studios». Хотя сериал имеет последовательный художественный стиль, такие элементы, как цветовая палитра, различаются между эпизодами:4. После раннего показа эпизода до начала анимационной работы Файги сказал: «Это потрясающе… Я не знаю, как мы справимся с анимацией, но продолжайте в том же духе». Концепт-арт для эпизода включён в финальные титры, «Marvel» выпустила его онлайн после премьеры эпизода.
Создавая злую версию Доктора Стрэнджа, Майнердинг пришёл к мысли, что его изменили мистические существа, которых он поглощал, и создал «очень странно выглядящего, уродливого человека». Креативщики решили, что они всё ещё хотят, чтобы в персонаже узнавали Стрэнджа, поэтому Майнердинг вместо этого выбрал более человеческую версию персонажа, которая является измождённой, с более тёмным костюмом, более бледной кожей, «более острыми и опасными» волосами и бородой и тёмными кругами под глазами. Майнердинг описал это как «классический» образ злого персонажа. Ещё один элемент, который был скорректирован — это плащ и воротник персонажа, которые стали больше, чтобы придать двум версиям Стрэнджа характерный силуэт. Более чудовищные дизайны, которые первоначально создал Майнердинг, были возвращены для концовки эпизода. Этот образ включает в себя различных существ, которые появляются в эпизоде, которые были основаны на идеях Эндрюса, Брэдли и художника-раскадровщика Арама Саркисяна, а не на каких-либо существующих персонажах «Marvel Comics». Они разработали около 20 различных существ для этого эпизода и хотели, чтобы внешность была интересной как сама по себе, так и в том, как они могли бы временно слиться со Стрэнджем, когда он поглощает их. Команда дизайнеров прошла через большее количество итераций Доктора Стрэнджа, чем многие другие персонажи сериала, поскольку они выясняли, насколько злым он должен быть изображён и насколько чудовищной должна быть его окончательная форма, а также другие вариации, такие как персонаж в смокинге, раненые версии и от 10 до 15 вариаций того, как он поглощает различных существ.
Для художника-постановщика Пола Ласейна и его команды одной из самых сложных сред для создания была комната, в которой Стрэндж поглощает существ. Это должна была быть та же самая главная библиотечная комната, которую видели ранее в эпизоде, и изначально они планировали использовать то же пространство с выключенным освещением, но то, как кадры были оформлены для сцены, означало, что им придётся создать 60 или 70 различных фонов для сцены. Вместо этого они создали новую локацию «большое чёрное ничто» и нарисовали шесть или семь колонок, которые затем могли перемещать по сцене в зависимости от угла съёмки. Ещё одной сложной сценой были абстрактные фоны, необходимые, когда Стрэндж видит иллюзию Палмер ближе к концу кульминационной битвы, которая была добавлена по предложению монтажёров Джоэла и Грэма Фишеров. Сам бой был разработан Эндрюсом и Саркисяном и был описан монтажёрами как «безумный экшен» и «феноменальный материал», но они чувствовали, что это отвлекло бы от истории, если бы персонажи просто сражались, пока один из них не победил. Они чувствовали, что добавление «последнего момента искушения» для хорошего Стрэнджа, где он рассматривает присоединение к Верховному Стрэнджу, чтобы спасти Палмер, «восстановит эмоциональную причину, почему это происходит, и каковы ставки». Когда Верховный Стрэндж побеждает и меняет прошлое, вселенная начинает разрушаться. Франк описал это как «абстрактную среду, в которой у вас нет ничего, что вы могли бы распознать, чтобы сориентироваться, и это полностью зависит от языка эстетики и формы». Аниматоры использовали особый художественный стиль художника комиксов Джека Кёрби, который редко можно увидеть в кино и на телевидении, чтобы изобразить негативное пространство вселенной, растворяющееся вокруг него чёрным полем.
Обсуждая наиболее сложные аспекты анимации сериала, Франк сказал, что нюансы выражения лица находятся на одном конце этого спектра, и привёл в качестве примера разговоры этого эпизода между Стрэнджем и Палмер в машине. Он сказал: «Есть вещи, которые [Стрэндж] хочет сказать, но он не может сказать, или вещи, которые он готов сказать, но она не может понять. Все эти слои тонкости между текстом, подтекстом и тем, как глубоко это зарыто» должны были быть переданы. Брэдли и Эндрюс хотели показать, насколько кинематографичным может быть сериал с этими выражениями лица, чтобы соответствовать озвучке, и Эндрюс чувствовал, что этот эпизод, в частности, был «тур де форс». Брэдли чувствовала, что в нём были «красивые образы, немного удивительного экшена и, надеюсь, несколько хороших поворотов». Режиссёру «Доктора Стрэнджа» Скотту Дерриксону показали ранний готовый вариант эпизода, и он описал его как «потрясающий».

### Музыка
Композитор Лора Карпман объединила элементы существующих партитур КВМ с оригинальной музыкой для сериала, в частности, ссылаясь на элементы музыки Майкла Джаккино в «Докторе Стрэндже» для этого эпизода. Карпман в основном просто копировала использование клавесина Джаккино, потому что большая часть истории эпизода отделена от событий фильма. Она пыталась использовать музыку, чтобы представлять повторяющуюся историю, которую она назвала «грустной, странной и трагичной», создав фортепианный мотив из четырёх аккордов, который повторяется при каждом повторении в истории эпизода. Он растёт музыкально каждый раз, и на него накладываются дополнительные инструменты, музыкальное действие и тема Наблюдателя. Саундтрек к эпизоду был выпущен в цифровом формате компаниями «Marvel Music» и «Hollywood Records» 3 сентября 2021 года и содержал музыку Карпман.
| №                   | Название             | Длительность |
| ------------------- | -------------------- | ------------ |
| 1.                  | «The Absolute Point» | 2:12         |
| 2.                  | «Evening Handsome»   | 1:44         |
| 3.                  | «Something Reckless» | 0:57         |
| 4.                  | «Not Again»          | 4:34         |
| 5.                  | «No Door»            | 1:18         |
| 6.                  | «Maybe Nowhere»      | 1:49         |
| 7.                  | «The Wrong Path»     | 0:56         |
| 8.                  | «Absorption»         | 2:45         |
| 9.                  | «Half a Man»         | 1:11         |
| 10.                 | «Both Sides»         | 2:47         |
| 11.                 | «When Are You?»      | 0:56         |
| 12.                 | «I Am You»           | 1:08         |
| 13.                 | «Whole Again»        | 2:42         |
| 14.                 | «Crème Brûlée»       | 2:25         |
| 15.                 | «Sorry»              | 2:45         |
| Общая длительность: | Общая длительность:  | 30:09        |

## Маркетинг
2 сентября 2021 года «Marvel» выпустила постер к эпизоду, на котором изображён «Верховный» Доктор Стрэндж с цитатой из эпизода. После выхода эпизода «Marvel» объявила о товарах, вдохновлённых эпизодом, в рамках еженедельной акции «Marvel Must Haves» для каждого эпизода сериала, включая одежду, аксессуары и фигурки «Funko Pops» и «Marvel Legends», основанные на «Верховном» Стрэндже.

## Реакция
Том Йоргенсен из «IGN» дал эпизоду оценку 8 из 10, назвав его «самым запоминающимся эпизодом» сериала на данный момент и «эффективным поучительным рассказом о том, что утрата может сделать с человеком». Он чувствовал, что более мрачное направление эпизода лучше всего подходит для сериала, и хвалил то, как в эпизоде использовалась неотвратимая смерть Кристины, чтобы показать «последствия трагедии, потери, настолько болезненной, что мы разрушим мир, дабы предотвратить её». Йоргенсен также отметил элементы готического ужаса в эпизоде: в Стрэндже вспоминался как доктор Джекилл, так и Виктор Франкенштейн. Он раскритиковал решение создать две версии Стрэнджа, считая, что это было ненужным усложнением, которое существовало только для того, чтобы персонажи могли сразиться в конце, и чувствовал, что сама битва не кажется свежей, поскольку следовала общему образу КВМ, когда герой борется с другими версиями самого себя. Несмотря на это, он похвалил эпизод за «неудачную посадку» и отметил финал как один из самых мрачных моментов в КВМ. Сэм Барсанти из «The A.V. Club» также был разочарован битвой между Стрэнджем и Верховным Стрэнджем, назвав её «скучноватым „Жемчугом дракона“», особенно по сравнению с визуальными эффектами «Доктора Стрэнджа». Он всё же похвалил концепцию сценария «что, если» и мрачную концовку, полагая, что оба эти элемента были выполнены более успешно, чем в предыдущем эпизоде, и дал эпизоду оценку «B».
Дэвид Опи из «Digital Spy» сказал, что эпизод был «с лёгкостью лучшим и наиболее впечатляющим» из сериала, с самым мрачным финалом «Marvel Studios» со времён фильма «Мстители: Война бесконечности» (2018). Амон Варманн в «Yahoo! News» думал, что концовка была даже лучше, чем у «Войны бесконечности», полагая, что фильм был подорван планами «Marvel» относительно будущих фильмов КВМ, в то время как эпизод был самодостаточной историей с концовкой, которую не нужно отменять. Он похвалил «приемлемый и душераздирающий» монтаж смертей Палмер, в том числе музыку Карпман к этой сцене, и был очень доволен визуальными эффектами эпизода: он описал сцену, в которой «Верховный» Стрэндж поглощает существ, как «соответственно кошмарную», и его высшей точкой в эпизоде была борьба между Стрэнджем и «Верховным» Стрэнджем, которую он сравнил с борьбой между Стрэнджем и Таносом в «Войне бесконечности» и описал как «визуально ошеломляющую, изобретательную и забавную для просмотра». Варманн подумал, что эпизоду нужно больше времени, чтобы поворот «Верховного» Стрэнджа ко злу стал убедительным, несмотря на выступление Камбербэтча, которое, по его мнению, было пока что самым сильным из вернувшихся актёров КВМ в сериале. Рози Найт из «Den of Geek» дала эпизоду 3,5 звёзды из 5, назвав его «тонной космического веселья» и выделив сцены, где «Верховный» Стрэндж поглощает существ и где Плащ Левитации Стрэнджа сражается с плащом «Верховного» Стрэнджа.
Несмотря на то, что Йоргенсен оценил то, как смерть Палмер используется в этом эпизоде, он действительно считал, что Макадамс сыграла «неблагодарную роль, будучи не более чем источником горя Стрэнджа». Варманн также чувствовал, что сюжетная линия сработала для эпизода, несмотря на то, что Палмер изображалась как «немного больше, чем объект привязанности Стрэнджа». После того, как у Макадамс также была небольшая роль в «Докторе Стрэндже», Варманн чувствовал, что «Marvel» нужно компенсировать это, дав ей большую роль в будущем фильме или эпизоде «Что, если…?». Найт и Барсанти оба сказали, что сюжетная линия Палмер была примером «женщины в холодильнике», как и Рэйчел Лейшман из «The Mary Sue», которая критиковала дальнейшее использование тропа, но наслаждалась тем, как этот эпизод использовал его в качестве катализатора для того, чтобы «Верховный» Стрэндж стал злодеем и разоблачил «эгоистичные наклонности» персонажа. Она сравнила арку «Верховного» Стрэнджа в эпизоде с аркой Уилсона Фиска / Кингпина в мультфильме «Человек-паук: Через вселенные» (2018) и оценила, что хорошая версия Стрэнджа в эпизоде изображена как принятие прошлого и сосредоточение на будущем.
Крис Наудус из «Engadget» обсудила возвращение монстра с щупальцами из премьеры сериала в этом эпизоде, назвав его примером «основополагающего чувства непрерывности, [которое] начало развиваться» в сериале. Она также сравнила то, как эпизод сыграл с предпосылкой сериала, заставив Наблюдателя поговорить с «Верховным» Стрэнджем, с эпизодом «Сумеречной зоны» «A World of His Own». Йоргенсен счёл интересным развитием событий для сериала и Наблюдателя то, чтобы он активно игнорировал «нуждающегося персонажа», как он делает с «Верховным» Стрэнджем. Наудус и Барсанти также отметили расширение логики путешествий во времени в сериале, включив в неё абсолютные моменты времени, концепцию, которой известен сериал о путешествиях во времени «Доктор Кто». Опи предположил, что события эпизода могут повлиять на предстоящие фильмы «Человек-паук: Нет пути домой» (2021) и «Доктор Стрэндж: В мультивселенной безумия» (2022), либо из-за того, что в этих фильмах появляется «Верховный» Стрэндж, либо из-за того, что в их историях присутствует аналогичная угроза конца вселенной.
Сценарист «Доктора Стрэнджа» С. Роберт Каргилл похвалил этот эпизод и сказал, что это был яркий момент в карьере, чтобы увидеть эпизод «Что, если…?», основанный на фильме, к которому он написал сценарий.

## Комментарии
1. ↑  Выбор Кристины Палмер ехать со Стивеном — момент, когда события эпизода расходятся с событиями фильма «Доктор Стрэндж» (2016), создавая новую альтернативную вселенную.
2. ↑  В оригинальной вселенной, Доктор Стрэндж ехал один, и во время аварии получил тяжёлые травмы рук, но Кристина выжила, благодаря тому, что не поехала со Стивеном, однако в этой вселенной, Стивен не получает повреждения рук, и вместо этого погибает Кристина.